# Плопіш (Харгіта)
Плопіш (рум. Plopiș) — село у повіті Харгіта в Румунії. Входить до складу комуни Гелеуцаш.
Село розташоване на відстані 280 км на північ від Бухареста, 68 км на північний захід від М'єркуря-Чука, 136 км на схід від Клуж-Напоки, 140 км на північ від Брашова.

## Населення
За даними перепису населення 2002 року у селі проживали 50 осіб, усі — румуни. Рідною мовою 49 осіб (98,0%) назвали румунську.